# Radčice (Liberec)
Radčice (název katastrálního území Radčice u Krásné Studánky, německy Ratschendorf) je v současnosti čtvrtí statutárního města Liberec. Leží asi pět kilometrů severně od centra Liberce na úpatí Dračí hory na rozloze 324 ha. Hraničí na severu s Fojtkou, na východě s Kateřinkami a Ruprechticemi, na jihu se Starými Pavlovicemi a na západě se Stráží nad Nisou a Krásnou Studánkou.

## Historie
První písemná zmínka o vesnici pochází z roku 1444. Obec vznikla pravděpodobně ve 14. století na panství svobodných pánů z Bibersteinu. Ves je poprvé úředně jmenována v roce 1454 jako Ratschendorf. Pověst, která název Radčice odvozuje od slovanského slova Hradšín, uvádí souvislost založení obce se vznikem hradu Hamrštejn, který byl postaven kolem roku 1304 u Machnína. Slovanští zedníci a přidavači, kteří na stavbě pracovali, obdrželi od pánů pozemek, na kterém se mohli usadit a hospodařit. Obec osadníci pojmenovali Hradšínem, protože obec náležela k hradu. Později s přistěhováním německých zemědělců získala obec charakter německého dvora. Sedláci ponechali původní název, pouze jej poněmčili na Ratschedorf. Po roce 1945 byla obec úředně opět pojmenována Radčice a tvořila s přilehlou Krásnou Studánkou spojenou obec spravovanou Místním národním výborem. V roce 1980 byla obec spojena s městem Liberec a stala se jeho samostatnou čtvrtí.
Z historických pramenů je možno zjistit, že Radčice čítaly v roce 1900 ve 151 domech celkem 682 mužů a 721 žen, tedy 1 403 obyvatel převážně Němců. Obyvatelstvo se živilo zčásti zemědělstvím, zčásti lidé pracovali v okolních továrnách a zbytek byli řemeslníci a obchodníci. Podle víry byli všichni katolíky. Z užitkových zvířat bylo v roce 1900 napočítáno 18 koní, 182 dobytčat, 111 koz, 36 prasat, 3 včelí úly, 455 slepic, 12 hus a 69 holubů.
V tomtéž roce bylo v místě 42 průmyslových a řemeslných výrobců. Hostinců bylo osm, z toho jeden s tanečním sálem – hostinec Na Jedlové (Gasthof Fichtelschanke). Z významných výrobců je nutné jmenovat firmu Adolf Jakob, která vlastnila v Radčicích továrnu, v současnosti zvanou „Jakubka“ na výrobu jemného vojenského sukna. Ve své době zaměstnával asi 180 dělníků. Její význam ocenil roku 1890 místodržící František hrabě Thun Hohenstein. Zčásti na radčickém pozemku stojí také velká továrna, dříve textilka na výrobu sukna firmy Bratří Siegmundové. Během války byla výroba změněna na elektrotechniku a po osvobození dostala název Tesla. Za zmínku stojí i další výrobci: destilárna Františka Besemullera, pletárna punčoch Josefa Porsche a otěr dynamitu Josefa Simona.
Před rokem 1850 byli v obci tzv. rychtáři. Tento úřad zastával vždy majitel usedlosti čp. 22. Prvním úředně jmenovaným byl Jiří Nickel, poté jeho bratr Kryštof Nickel. Po něm následovali 1581–1611 Jakub Pilz, 1611–1653 jeho syn Pavel Pilz, poté jeho zeť Jiří Demuth, který v roce 1772 přenechal rychtostenství svému synovi Janu Kryštofu Demuthovi. Posledním rychtářem byl Josef Demuth, který se nadále stal prvním představeným obce. Obecní zastupitelstvo se skládalo od r. 1850 z představeného obce, tří radních, osmi výborů a později dvou přísedících s právem hlasovacím (firma Adolf Jakob a Bří Siegmundové). Úřad představeného obce zastávali 1850–1866 Josef Demuth, do roku 1869 Antonín Demuth, do r. 1872 František Gahler, v roce 1873 Josef Preibisch a od roku 1884 Josef Simon, který byl v roce 1904 zvolen poosmé do čela obce.
Ve starých dobách vedla silnice z Liberce do Frýdlantu přes Ruprechtice kolem dolního horského mlýna, přes Janův most a poté přes Radčice do Mníšku a Arnoltic. Nazývala se „Buhnenstrasse“ (Jevištní silnice) a tvořila část staroboleslavsko-zhořelecké silnice. Připojovala poutníky ke Staré poutní cestě do Hejnic. Společenský život byl v obci velmi živý. V obci bylo šest spolků a to Spolek pro podporu v nemoci (zal. v roce 1871), Spolek školního kříže (1877) Spolek pro vydávání polévek (1886), pěvecký spolek Radostná mysl (1886), Bratrský a podpůrný spolek (1887), Dělnický pěvecký spolek Pěvecká skála (1897). Dále zde byl Hasičský sbor (1888) a Dělnický čtenářský spolek (1890).

## Přírodní poměry
Díky své rozloze a v důsledku různých časových období se rozděluje na dolní část „Staré Radčice“ a hoření část „Nové Radčice“. Podle utváření půdy je území obce značně kopcovité. Hned na jižním vstupu do obce ční kamenitý hřeben, jeho nejvyšší vrchol – Siegmundova výšina – zdobila od roku 1890 dřevěná rozhledna s výhledem na libereckou kotlinu. Tato rozhledna již neexistuje, přibližně po 20 letech po zbudování zanikla. Na úpatí hřebene se podél bývalé říšské frýdlantsko-liberecké silnice rozkládá dolení část obce. Hřeben se k severu snižuje a je rozdělen několika údolími. K severu se pozvolna zdvihá do hoření části obce: Na severní hranici sousedící s obcí Fojtka se začínají zvedat Jizerské hory. Na dohled je vrchol Dračí vrch (676 m) s Dračím kamenem. Je to skupina žulových skal, na jejichž vrcholu se nachází přírodní rozhledna s nádherným výhledem do okolí Liberecké kotliny, Ještědského hřebene a Jizerských hor. Převládajícím kamenem je zde hrubozrnná žula, která na mnohých místech vytváří krásné skalní přírodní výtvory v malebných bukových lesích. Na úpatí Dračí hory u tzv. „Ohňové louže“ pramení Radčický potok. Nejprve protéká údolími a lesy, poté loukami a vstupuje do otevřené krajiny v Radčicích. Tvoří hranici mezi obcemi Radčice, Krásná Studánka a Stráž nad Nisou. V jižní části obce se vlévá do Černé Nisy.

## Doprava
Dne 7. března 1984 byl zahájen provoz autobusové linky č. 28 v trase Pavlovice Tesla - Radčice konečná, kterou kvůli šířce silnice a stoupání zajišťoval malý autobus typu Robur. Jednalo se o první dopravní spojení s Libercem. V současnosti zde veřejnou dopravu zajišťují autobusy standardní délky. Linka 28 je vedena až do centra města, do Radčic rovněž zajíždějí vybrané spoje linky č. 24.